# 凤仪乡 (仪陇县)
凤仪乡，是中华人民共和国四川省南充市仪陇县下辖的一个乡镇级行政单位。

## 行政区划
凤仪乡下辖以下地区：
凤山社区、高峰村、青烟村、三门村、真武村、犀牛村、石门村、玉泉村、五台村、镜屏村、茅观村、红梁村、高屋村、高立村和相灵村。